# Вполне естественно
«Вполне естественно» (англ. A Very Natural Thing) — дебютный фильм режиссёра и сценариста Кристофера Ларкина.

## Сюжет
Дэвид покидает монастырь, где он готовился стать монахом. Парень является геем, он понял, что скрывать сексуальную ориентацию — выше его сил, а Бог таких не любит. Поселившись в Нью-Йорке и устроившись на работу школьным учителем, он знакомится с Марком, в которого влюбляется. Чувства парней взаимны и они решают жить вместе. Однако через некоторое время выясняется, что Марк не хочет поддерживать моногамные отношения, и, чтобы не потерять бойфренда, Дэвид соглашается принять участие в одной из групповых оргий, которая заканчивается размолвкой, разрывом отношений и расставанием.
Через некоторое время Дэвид случайно принимает участие в гей-параде 1973 года, и там встречает Джейсона, молодого человека, который после осознания своей гомосексуальности развелся с женой, с которой поддерживает теплые отношения. Между мужчинами появляются взаимная симпатия и влечение, но Дэвид теперь боится каких бы то ни было обязательств.

## В ролях
| Актёр          | Роль    |
| -------------- | ------- |
| Роберт МакЛейн | Дэвид   |
| Курт Гарет     | Марк    |
| Бо Уайт        | Джейсон |

## Критика
Фильм критиковали за аполитичность и отказ от идей гей-активизма. В ответ на эти упрёки Кристофер Ларкин заявил:

Я хотел сказать, что однополые отношения ничуть не проблематичнее и не легче, чем любые другие человеческие отношения. Они  во многом похожи на гетеросексуальные отношения или несколько отличны от них, но возможны и имеют право на существование.
Оригинальный текст (англ.)I wanted to say that same-sex relationships are no more problematic but no easier than any other human relationships. They are in many ways the same and in several ways different from heterosexual relationships but in themselves are no less possible or worthwhile.

## Дополнительная информация
- Фильм не был финансово успешным и не принёс никакой прибыли, режиссёр Кристофер Ларкин переехал в Калифорнию, где в 1981 году опубликовал книгу «Божественный Андрогин по Пуруше» (англ. The Divine Androgyne According to Purusha). 21 июня 1988 года Ларкин покончил жизнь самоубийством[3].